# 小行星4854
小行星4854（4854 Edscott）是一颗绕太阳运转的小行星，为主小行星带小行星。该小行星于1981年3月2日发现。

## 轨道参数
小行星4854的轨道半长轴为2.9823365 UA，离心率为0.062。